# Regelbau 10

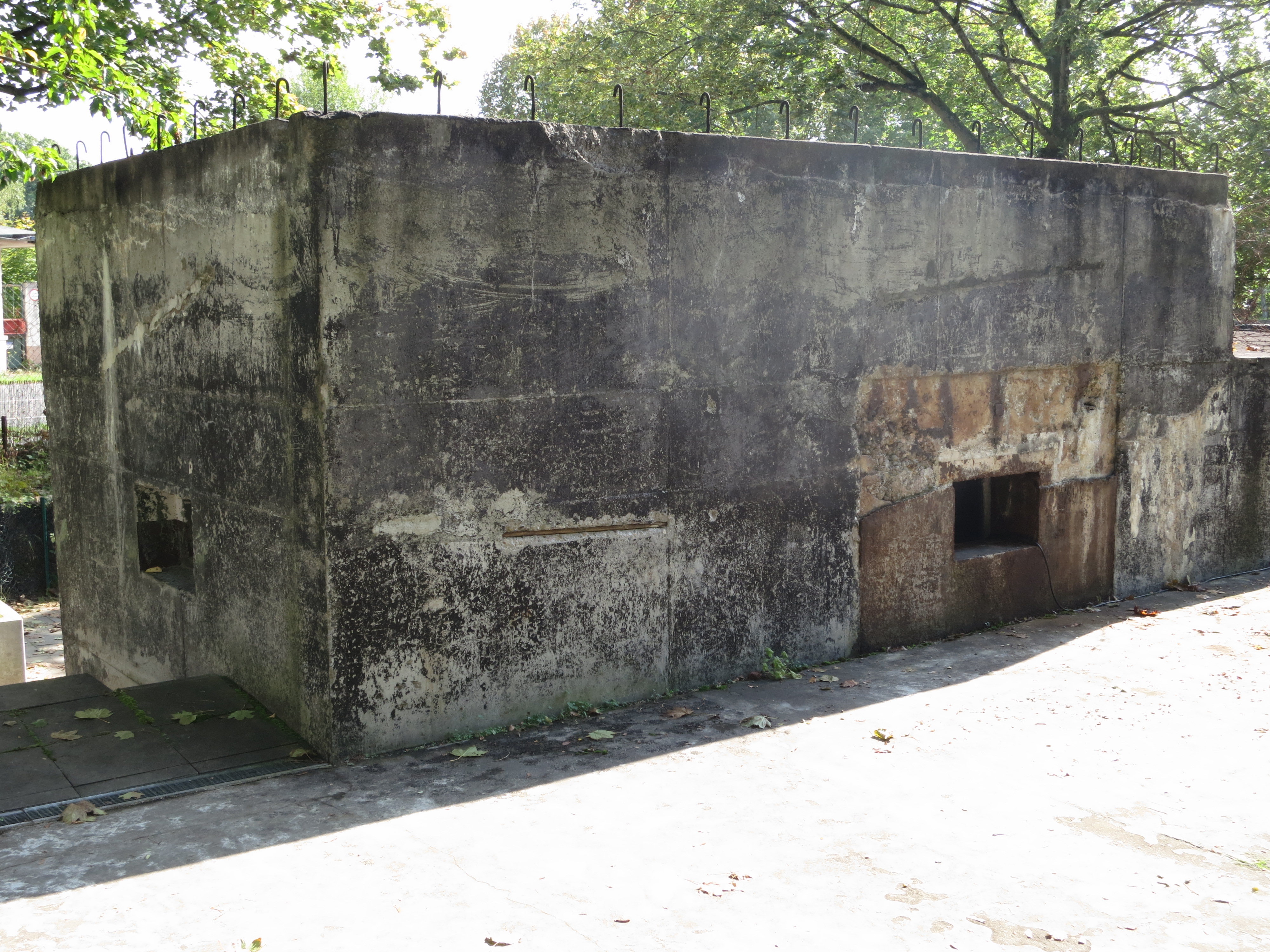
Casemate de type Regelbau 10.

La casemate de type Regelbau 10 est une casemate répondant au standard Regelbau. Sa mission est de servir d'abri pour deux mitrailleuses.

## Construction
Les premiers exemplaires ont été construits en 1938 le long de la ligne Siegfried.

## Architecture

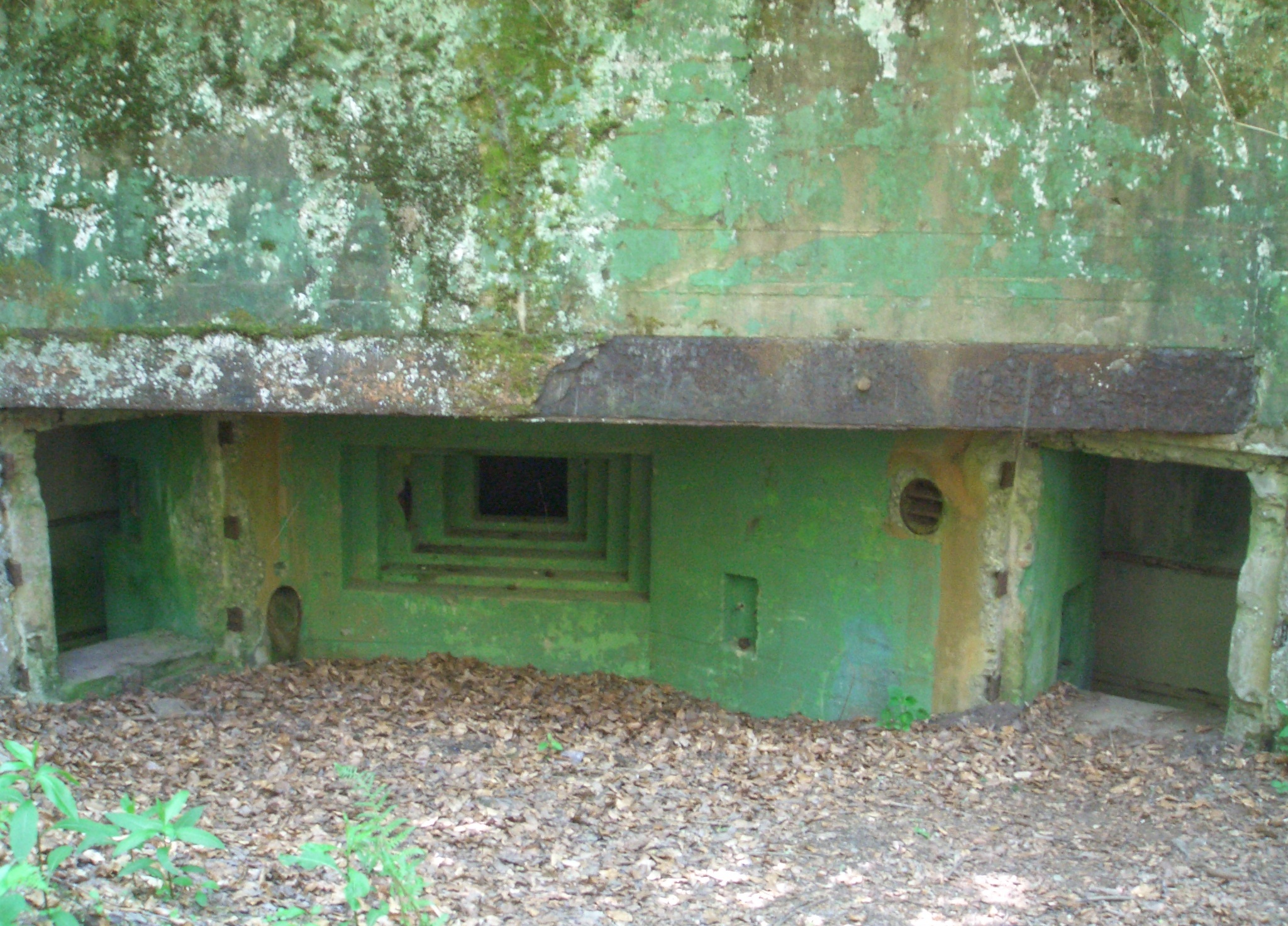
Embrasures pour les mitrailleuses.

La casemate peut abriter 15 soldats et deux mitrailleuses MG.

## Exemplaires

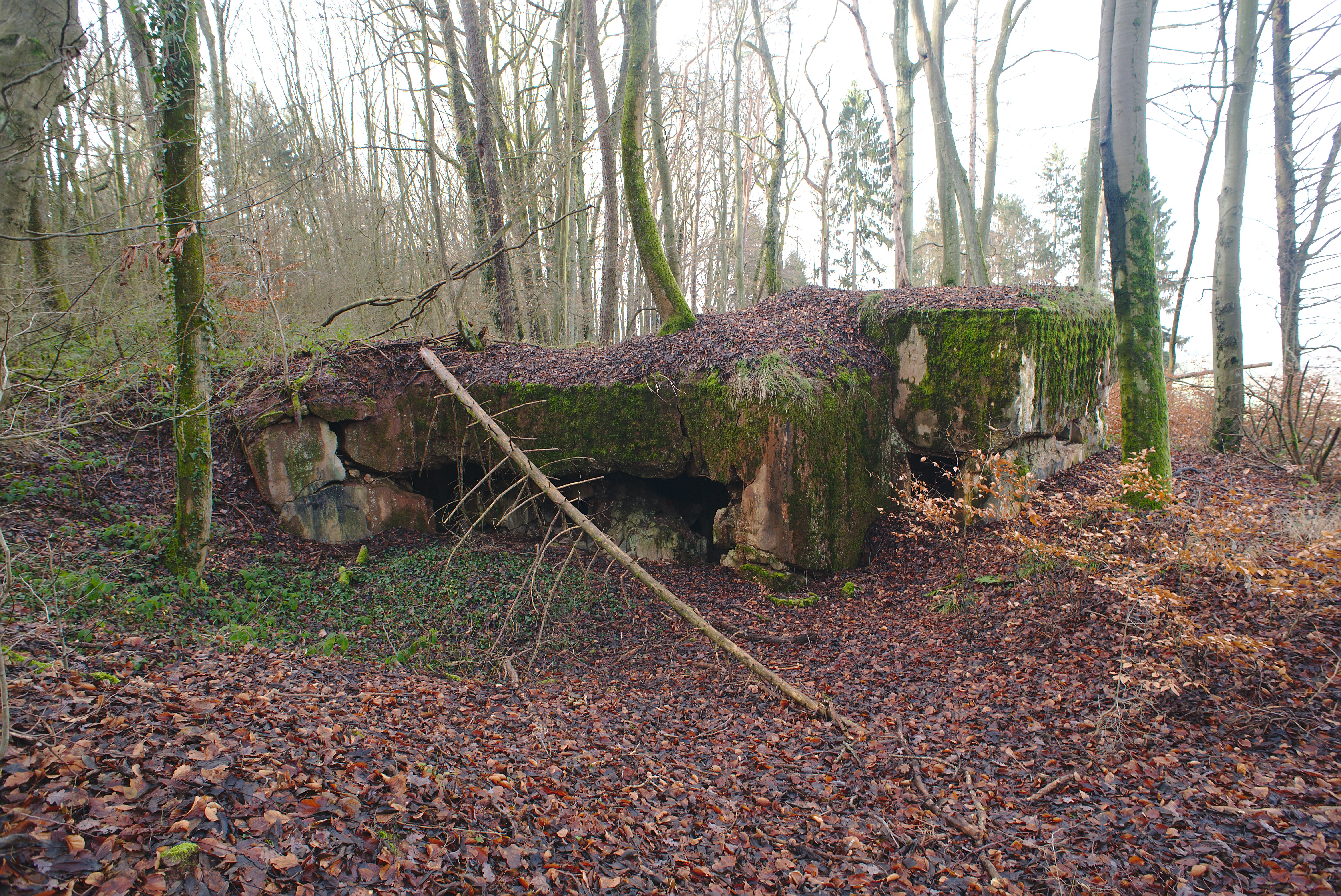
Vestiges d'une casemate Regelbau 10 à Frohn-Wald-Weg.

Plus de 3 000 exemplaires de cette casemate ont été construits.
Un exemplaire se trouve sur le territoire de la commune de Wörth am Rhein.